# خورشید سیاه:کشتار نانجینگ
خورشید سیاه:کشتار نانجینگ (انگلیسی: Black Sun: The Nanking Massacre) یک فیلم است که در سال ۱۹۹۵ منتشر شد.